# کمد لباسی کپسولی

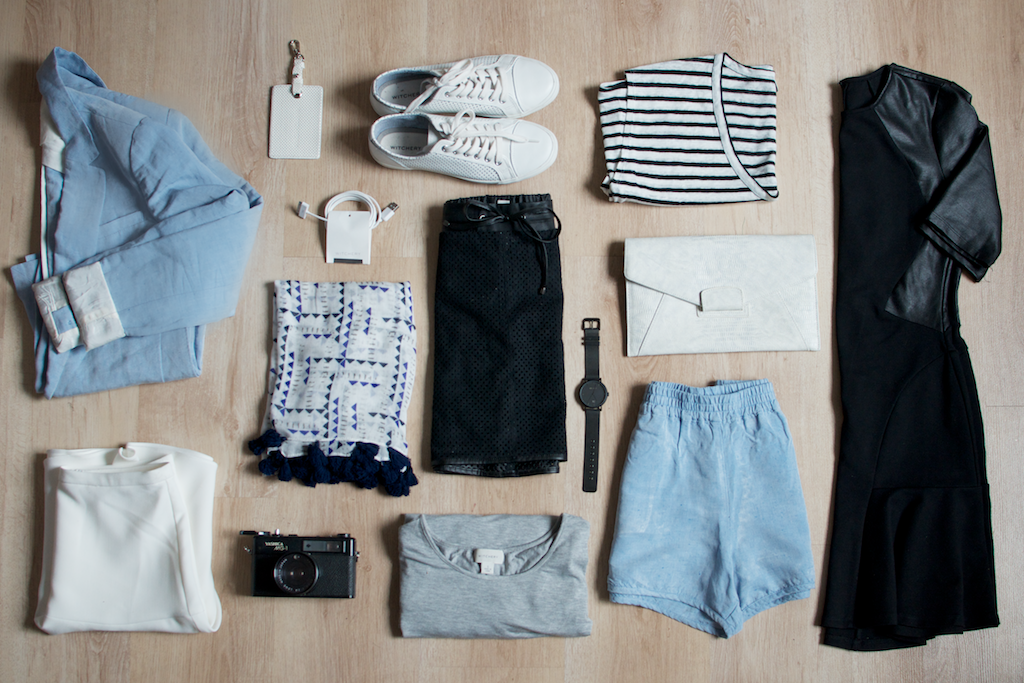
یک کمد لباسی کپسولی برای مسافرت

کمد کپسولی (به انگلیسی: Capsule Wardrobe) مجموعه‌ای از لباس‌ها است که فقط از اقلام قابل تعویض تشکیل شده‌است تا تعداد لباس‌هایی را که می‌توان ایجاد کرد به حداکثر رساند. هدف این است که یک لباس مناسب برای هر موقعیتی بدون داشتن لباس‌های زیاد داشت. این امر معمولاً با خرید مواردی که به عنوان اقلام «کلیدی» یا «کلیدی» در رنگ‌های هماهنگ در نظر گرفته می‌شوند به دست می‌آید.
کمدهای کپسولی در اوایل دهه ۱۹۴۰ در نشریات آمریکایی به عنوان مجموعه‌های کوچکی از لباس‌هایی که برای پوشیدن با هم طراحی شده بودند ظاهر شدند که از نظر رنگ و خط هماهنگ هستند. سوزی فاکس، صاحب بوتیک لندن «کمد لباس»، این اصطلاح را در دهه ۱۹۷۰ احیا کرد. به گفته فاکس، کمد کپسولی مجموعه‌ای از چند مورد از لباس‌های ضروری است که از مد نمی‌افتند، مانند دامن، شلوار و کت، که سپس می‌توان آن‌ها را با تکه‌های فصلی اضافه کرد. طراح آمریکایی دونا کاران زمانی که در سال ۱۹۸۵ یک مجموعه کپسولی تأثیرگذار از هفت قطعه لباس کار قابل تعویض را منتشر کرد، این ایده را رایج کرد.

## تاریخچه و محبوبیت
استفاده از «کپسول» به معنای «کوچک و فشرده» یک کاربرد مشخص آمریکایی از این کلمه بود که بر اساس فرهنگ لغت انگلیسی آکسفورد در سال ۱۹۳۸ ظاهر شد. اصطلاح کمد لباس کپسولی در اوایل دهه ۱۹۴۰ در نشریات آمریکایی ظاهر شد تا به مجموعه کوچکی از لباس‌هایی که برای پوشیدن با هم طراحی شده‌اند و از نظر رنگ و خط هماهنگ هستند، ظاهر شد. این اصطلاح توسط سوزی فاکس، صاحب بوتیک West End "Wardrobe" در دهه ۱۹۷۰ احیا شد تا به مجموعه ای از اقلام ضروری لباس اشاره کند که از مد نمی‌افتند، و بنابراین می‌توان برای چندین فصل پوشید هدف این بود که این مجموعه با قطعات فصلی به روز شود تا لباسی برای هر مناسبتی بدون خرید اقلام جدید بخریم. به‌طور معمول، فاکس پیشنهاد می‌کند که کمد کپسولی یک زن حداقل شامل «۲ جفت شلوار، یک لباس یا دامن، یک ژاکت، یک کت، یک بافتنی، دو جفت کفش و دو کیف» باشد.
مفهوم کمد لباس کپسولی توسط طراح آمریکایی دونا کاران در سال ۱۹۸۵، زمانی که مجموعه «۷ قطعه آسان» خود را منتشر کرد، رایج شد. هدف او پر کردن چیزی بود که از آن به عنوان «خلاء در بازار» یاد می‌کرد، برای یک کمد لباس شیک و کاربردی که با در نظر گرفتن زنان شاغل طراحی شده بود. هنگامی که این مجموعه شروع به کار کرد، او هشت مدل را نشان داد که فقط لباس‌های بدن و جوراب شلواری مشکی پوشیده بودند. سپس مدل‌ها شروع به اضافه کردن اقلام لباسی مانند دامن، شلوار و لباس کردند، تا سبک لباس پوشیدن قابل تعویض او را نشان دهند.
به عنوان یک اصطلاح، «کمد لباس کپسولی» به‌طور گسترده‌ای در رسانه‌های مد استفاده می‌شود. بخش‌های مد در روزنامه‌های بریتانیایی ایندیپندنت و دیلی تلگراف دارای آثار برجسته‌ای بر روی کمد لباس‌های کپسولی هستند،

## قوانین عمومی
در زیر قوانینی به‌طور گسترده برای ایجاد کمد لباس کپسولی ارائه شده‌است:
- یک طرح رنگی را انتخاب کنید.[۱۳][۱۴] این معمولاً شامل انتخاب یک یا دو رنگ پایه است که با همه چیز مانند سیاه، سفید، قهوه ای، خاکستری یا سرمه ای مطابقت دارند. اجناسی مانند شلوار، کیف دستی یا کت در سایه این رنگ‌ها خریداری می‌شوند تا بتوان آن‌ها را با هر چیز دیگری در کمد لباس قرار داد. پس از انتخاب رنگ‌های پایه، یک یا دو رنگ برجسته را انتخاب کنید که روشن‌تر از رنگ‌های پایه هستند و با یکدیگر هماهنگ هستند.[۱۵] اینها معمولاً برای مواردی مانند تاپ، لباس یا لوازم جانبی استفاده می‌شوند. هنگامی که یک طرح رنگی ایجاد شد، همه اقلام یک کمد باید قابل تعویض باشند، زیرا رنگ قطعات همیشه مکمل یکدیگر هستند.
- فرم بدن خود را در نظر بگیرید.[۱۶][۱۷] برخی از برش‌های لباس نسبت به سایرین جذاب تر هستند. برای مثال، استایلیست‌ها اغلب توصیه می‌کنند که زنانی که باسن پهن‌تری دارند، آستین‌های کلاهی بپوشند، زیرا شانه‌ها را پهن‌تر و متناسب‌تر با باسن نشان می‌دهند. اگر اقلام لباس انتخاب شده جذاب باشد، پوشنده تمایل بیشتری دارد که آنها را در کمد لباس خود نگه دارد.
- رنگ چهره خود را در نظر بگیرید. همانند برش‌های لباس، برخی از رنگ‌ها هم برای رنگ پوست و هم برای فرم بدن، جذاب‌تر از بقیه هستند. اگر رنگ‌ها به خوبی انتخاب شده باشند، احتمال اینکه آیتم‌ها به نفع خود باقی بمانند بیشتر است.
- اشکال و الگوهای کلاسیک را انتخاب کنید.[۱۸][۱۹] در حالی که برخی از برش‌ها و الگوهای لباس وارد مد می‌شوند و از مد می‌افتند، برخی دیگر «کلاسیک» در نظر گرفته می‌شوند زیرا تاریخ ندارند. عاقلانه است که قطعات کلاسیک را برای کمد لباس کپسولی انتخاب کنید، زیرا صاحب آن قصد دارد آنها را برای چند سال نگه دارد.
- پارچه‌های باکیفیت را انتخاب کنید.[۲۰] از آنجایی که ایده کمد کپسولی داشتن چند لباس است که می‌توان آن‌ها را به روش‌های مختلف پوشید، تک‌تک آن‌ها بسیار پوشیده می‌شوند؛ بنابراین، ایده خوبی است که لباسی را انتخاب کنید که به خوبی دوخته شده باشد و با وجود پوشیدن همچنان زیبا به نظر برسد.

## مثال‌ها
در زیر نمونه‌هایی از کمد لباس‌های کپسولی، یکی برای زنان و دیگری برای مردان وجود دارد.
| نمونه کمد لباس زنانه  | نمونه کمد لباس مردانه |
| --------------------- | --------------------- |
| یک مانتو کمربند دار   | یک کت و شلوار         |
| شلوار جین چسبان       | شلوار جین             |
| یک پیراهن سفید        | یک کت                 |
| یک بلیزر مشکی         | تی شرت                |
| یک پیراهن زنانه       | پیراهن‌های نخی         |
| یک جفت شلوار دوخت     | یک بلیزر              |
| یک دامن مدادی         | یک جفت شلوار          |
| تی شرت و تاپ مجلسی    | یک جفت کفش هوشمند     |
| یک ژاکت کشمیری        | یک جفت کفش راحتی      |
| یک سارافان            | یک جفت کفش ورزشی      |
| یک جفت کفش باله       | یک جفت چکمه سخت       |
| یک جفت چکمه بلند      | یک ژاکت پشمی          |
| یک کیف حمل            | یک ساعت               |
| یک کیف کلاچ           | یک ژاکت               |
| روسری ابریشمی         | یک روسری بافتنی       |
| عینک آفتابی           | عینک آفتابی           |
| یک جفت کفش پاشنه بلند |                       |
| یک جفت کفش راحتی      |                       |